# Erannis mallearia
Erannis mallearia là một loài bướm đêm trong họ Geometridae.